# Benjamin Byron Davis
Benjamin Byron Davis (né le 21 juin 1972 à Boston) est un acteur, écrivain, réalisateur et entraîneur sportif américain.
Il est apparu principalement dans plusieurs séries télévisées, notamment FBI : Portés disparus, Esprits criminels, Gilmore Girls, Windfall, Mad TV, Six Feet Under, entre autres. En plus de la télévision, il se produit également sur scène. En 2011, Davis dirige la production théâtrale Awake. Davis prête sa voix à plusieurs personnages de divers titres Rockstar Games comme Grand Theft Auto: San Andreas et LA Noire, mais son rôle le plus célèbre est celui du hors-la-loi Dutch Van Der Linde dans Red Dead Redemption I et II.

## Filmographie

### Cinéma
- 1998 : Getting Personal : Bart
- 1999 : Flushed : Zeius (Drag Queen)
- 2005 : Black Eyed Sue : Osbourne Crawl
- 2005 : Untitled Susie Essman Project : Barman
- 2006 : Lies & Alibis : Barman
- 2008 : Miracle of Phil : Barman
- 2008 : Q: Secret Agent : Agent Briggs
- 2011 : CIS: Las Gidi : Capitaine Régis
- 2011 : Talida : Radomir
- 2012 : Faded : Grand homme
- 2013 : Somewhere Slow : Steve
- 2015 : I'm Patrick, and You're Insane : Dr Gooch
- 2016 : X Ambassadors: Low Life : Patron du Barreau
- 2016 : The Belko Experiment : Antonio Fowler
- 2017 : Madtown : DA Ed Gooch
- 2018 : Ant-Man et la Guêpe : Agent Burleigh[2]
- 2018 : Stay : Grand homme
- 2022 : Borderlands : Marcus

### Télévision
- 1999 : Chowdaheads (en) : Buff Bagwell (voix)
- 2002 : Six Feet Under : Médecin (1 épisode)
- 2002 : Sexe et Dépendances : Big Guy #2 (1 épisode)
- 2002 : Mad TV : Ballon Guy (1 épisode)
- 2004 : Las Vegas : James L. Nelson (1 épisode)
- 2005 : Mon comeback : Coordinateur Tapis Rouge (1 épisode)
- 2006 : Drake et Josh : Jerk in Line (épisode Le démonateur)
- 2006 : Related : Fournisseur d'alcool # 1 (1 épisode)
- 2006 : Windfall : Des dollars tombés du ciel : gagnant de la loterie (2 épisodes)
- 2006 : Standoff : Les Négociateurs : Homme maladroit (1 épisode)
- 2006 : Gilmore Girls : Chauffeur de dépanneuse (1 épisode)
- 2007 : Heroes : Garde de Linderman #2 (1 épisode)
- 2008 : FBI : Portés disparus : Dale Kinecki (1 épisode)
- 2009 : Esprits criminels : Burt Lang (1 épisode)
- 2010 : NCIS : Los Angeles : serveur (1 épisode)
- 2010 : Médium : Aaron Foley (1 épisode)
- 2010 : Sonny : Savage Stan (1 épisode)
- 2010 : Desperate Housewives : Ex-Con (épisode Les gens pas comme il faut)
- 2010 : Twentysixmiles : Officier de police (1 épisode)
- 2011 : The Homes : M. Hanson (1 épisode)
- 2011 : Bones : Tariq Grazdani (1 épisode)
- 2011 : Chuck : Scélérat (1 épisode)
- 2012 : Up All Night : Homme au stand Taco (1 épisode)
- 2013 : The Goodwin Games : Gardien de prison (1 épisode)
- 2013 : Ironside : Grand russe (1 épisode)
- 2014 : How I Met Your Mother : Burly Guy (1 épisode)
- 2014 : Parks and Recreation : Contremaître George (1 épisode)
- 2016 : Rizzoli and Isles : Hank Mills (1 épisode)

### Jeux vidéo
- 2004 : Grand Theft Auto San Andreas : des piétons et des publicités à la radio
- 2010 : Red Dead Redemption : Dutch Van Der Linde et Nastas
- 2011 : L.A. Noire : Paul Kadarowski
- 2018 : Red Dead Redemption II : Dutch Van Der Linde